# Christopher Gill
Christopher John Fred Gill (né le 28 octobre 1936) est un homme politique britannique et ancien membre du Comité exécutif national du Parti de l'indépendance du Royaume-Uni (UKIP). Il est le président de la Freedom Association (TFA). Ancien député conservateur, il fait partie des Maastricht Rebels du milieu des années 1990.

## Biographie
Gill est né à Wolverhampton, où il devient plus tard conseiller local, et fait ses études à la Birchfield Preparatory School, puis à la Shrewsbury School. Il effectue son service national dans la Royal Navy, servant à bord HMS Modeste et HMS Birmingham. Il prend sa retraite en tant que président de l'entreprise familiale de fabrication de saucisses, FA Gill Ltd., en 2006.
Gill est député conservateur de Ludlow de 1987 à 2001, date à laquelle il ne se représente pas. Il est connu sous le nom de "Boucher de Ludlow" parce que son entreprise familiale est une entreprise de transformation de la viande. Il est exclu du groupe conservateur sur le projet de loi de finances de la CEE le 28 novembre 1994.
Gill est connu pour être un expert dans les domaines de la législation de l'Union européenne, et il est un eurosceptique notable.
Peu avant de quitter le Parlement en 2001, il quitte les conservateurs. En 2006, Gill annonce qu'il rejoint le Parti de l'indépendance du Royaume-Uni (UKIP), après avoir soutenu le parti lors des élections au Parlement européen de 2004. Il est membre du Comité exécutif national de l'UKIP de 2007 à 2010. Il se présente à Ludlow en tant que candidat de l'UKIP aux élections générales de 2010, arrivant quatrième avec 2 127 voix, 4,4 % du total .
Il est président de The Freedom Association à partir de 2001, avant d'en devenir le président en 2007.

## Ouvrages
- Whip's Nightmare: Diary of a Maastricht Rebel, The Memoir Club, 2003 (ISBN 978-1841040868)
- Cracking the Whip, Bretwalda Books, 13 décembre 2012 (ISBN 978-1909099067)